# Оксипентафторид рения
Оксипентафторид рения — неорганическое соединение, оксосоль металла рения и плавиковой кислоты с формулой ReOF5,
кристаллы кремового цвета,
реагирует с водой,
«дымит» во влажном воздухе.

## Получение
- Действие фтора, разбавленного азотом, на оксид рения(IV) или перренат калия:

{\displaystyle {\mathsf {2ReO_{2}+5F_{2}\ {\xrightarrow {150^{o}C}}\ 2ReOF_{5}+O_{2}}}}
{\displaystyle {\mathsf {2KReO_{4}+6F_{2}\ {\xrightarrow {150^{o}C}}\ 2ReOF_{5}+2KF+3O_{2}}}}

## Физические свойства
Оксипентафторид рения образует кристаллы кремового цвета,
«дымит» во влажном воздухе,
в присутствии влаги реагирует со стеклом.

## Химические свойства
- Реагирует с водой:

{\displaystyle {\mathsf {ReOF_{5}+3H_{2}O\ {\xrightarrow {}}\ HReO_{4}+5HF}}}